# Атика (Канзас)
Атика (енгл. Attica) град је у америчкој савезној држави Канзас.

## Демографија
По попису из 2010. године број становника је 626, што је 10 (-1,6%) становника мање него 2000. године.
| Група             | 2000.       | 2010.       |
| Белци             | 624 (98,1%) | 581 (92,8%) |
| Афроамериканци    | 0 (0,0%)    | 5 (0,8%)    |
| Азијати           | 1 (0,2%)    | 0 (0,0%)    |
| Хиспаноамериканци | 4 (0,6%)    | 26 (4,2%)   |
| Укупно            | 636         | 626         |